# Condado de Cullman
El condado de Cullman es un condado de Alabama, Estados Unidos. Nombrado así en honor del Coronel John G. Cullmann. Tiene una superficie de 1955 km² y una población de 77 483 habitantes (según el censo de 2000). La sede de condado es Cullman.

## Historia
El Condado de Cullman se fundó el 24 de enero de 1877.

## Geografía
Según la Oficina del Censo de los Estados Unidos el condado tiene un área total de 1955 km², de los cuales 1913 km² son de tierra y 42 km² de agua (2,15%).

### Principales autopistas
- Interstate 65
- U.S. Highway 31
- U.S. Highway 278
- State Route 69
- State Route 91
- State Route 157

### Condados adyacentes
- Condado de Morgan (norte)
- Condado de Marshall (noreste)
- Condado de Blount (este)
- Condado de Walker (suroeste)
- Condado de Winston (oeste)
- Condado de Lawrence (noroeste)

### Ciudades y pueblos
- Arab (parcialmente - Parte de Arab se encuentra en el Condado de Marshall)
- Baileyton
- Battleground
- Bremen
- Bug Tussle
- Colony
- Cullman
- Dodge City
- Fairview
- Garden City (parcialmente - Parte de Garden City se encuentra en el Condado de Blount)
- Good Hope
- Hanceville
- Holly Pond
- South Vinemont
- West Point

## Demografía
| Población histórica Año Población ±% 1900 17 849 — 1910 28 321 +58.7 % 1920 33 034 +16.6 % 1930 41 051 +24.3 % 1940 47 343 +15.3 % 1950 49 046 +3.6 % 1960 45 572 −7.1 % 1970 52 445 +15.1 % 1980 61 642 +17.5 % 1990 67 613 +9.7 % 2000 77 483 +14.6 % |           |         |
| Población histórica |           |         |
| Año | Población | ±%      |
| 1900 | 17 849    | —       |
| 1910 | 28 321    | +58.7 % |
| 1920 | 33 034    | +16.6 % |
| 1930 | 41 051    | +24.3 % |
| 1940 | 47 343    | +15.3 % |
| 1950 | 49 046    | +3.6 %  |
| 1960 | 45 572    | −7.1 %  |
| 1970 | 52 445    | +15.1 % |
| 1980 | 61 642    | +17.5 % |
| 1990 | 67 613    | +9.7 %  |
| 2000 | 77 483    | +14.6 % |